# Bataille de Marston Moor
Première guerre civile anglaise
Batailles
- Edgehill

1643
- Adwalton Moor
- Newbury (1)

1644
- Marston Moor
- Lostwithiel
- Newbury (2)
- Taunton

1645
- Naseby
- Langport

1646
- Torrington
- Oxford

La bataille de Marston Moor a eu lieu le 2 juillet 1644 durant la Première guerre civile anglaise. Les forces combinées des Covenantaires écossais, sous les ordres d'Alexander Leslie, et les Parlementariens, dirigés par Ferdinando Fairfax et le comte de Manchester, y ont vaincu les Royalistes, commandés par le prince Rupert du Rhin et le marquis de Newcastle. 
Durant l'été 1644, les Covenantaires et les Parlementariens avaient mis le siège devant York, qui était défendue par le marquis de Newcastle. Le Prince Rupert rassembla alors une armée dans le nord-ouest de l'Angleterre pour tenter de libérer la ville. Le 1er juillet, cette armée arriva non loin de York, mettant ainsi un terme provisoire au siège de la ville, et le lendemain, les deux armées rassemblèrent leurs forces dans les prairies de Marston Moor, à l'ouest d'York. Au soir, les Parlementariens et les Écossais lancèrent une attaque surprise et, après une bataille confuse pendant près de deux heures, la cavalerie d'Oliver Cromwell mit en déroute son homologue royaliste et annihila le reste de l'infanterie royaliste. À la suite de cette défaite, les Royalistes abandonnèrent le nord de l'Angleterre, perdant ainsi une région aux fortes sympathies pour leur camp ainsi que l'accès au continent par les ports de la mer du Nord. Bien qu'ils aient partiellement contrebalancé cette défaite par des victoires dans le sud du pays plus tard dans l'année, la perte du nord allait se révéler être un handicap majeur pour leur cause, quand ils essayèrent en vain de faire leur jonction avec les royalistes écossais dirigés par le marquis de Montrose.
Electric Light Orchestra a mis en musique cette bataille sur leur album éponyme.